# Pseudomicrocara
Pseudomicrocara es un género de escarabajos de la familia Scirtidae. Armstrong describió el género. Se distribuye en Australia y Eurasia, aunque los análisis filogenéticos moleculares indican que no hay una relación cercana entre ellos. De hecho, al menos las especies australianas de este género son polifiléticas.
Esta es la lista de especies que lo componen:
- Pseudomicrocara anobioides  Armstrong, 1953
- Pseudomicrocara anthophilia Watts, 2007
- Pseudomicrocara aquilonaris Watts, 2007
- Pseudomicrocara atkinsoni  (Waterhouse, 1877)
- Pseudomicrocara bawbawensis Watts, 2007
- Pseudomicrocara beccus Watts, 2007
- Pseudomicrocara buspinosus Watts, 2007
- Pseudomicrocara cinctus  (Blackburn, 1892)
- Pseudomicrocara conniculatus Watts, 2007
- Pseudomicrocara costellifera  (Carter, 1935)
- Pseudomicrocara dasys Watts, 2007
- Pseudomicrocara decipiens Watts, 2007
- Pseudomicrocara desraeae Watts, 2007
- Pseudomicrocara dixoni
- Pseudomicrocara elongata  Armstrong, 1953
- Pseudomicrocara elstoni  Armstrong, 1953
- Pseudomicrocara falsiparvus Watts, 2007
- Pseudomicrocara hamoni Watts, 2007
- Pseudomicrocara hangayi Watts, 2007
- Pseudomicrocara hylaios Watts, 2007
- Pseudomicrocara infuscata  Armstrong, 1953
- Pseudomicrocara inusitata Watts, 2007
- Pseudomicrocara lamingtonensis Watts, 2007
- Pseudomicrocara loftyensis Watts, 2007
- Pseudomicrocara maculiventris  Armstrong, 1953
- Pseudomicrocara megarhynchos Watts, 2007
- Pseudomicrocara minor  Armstrong, 1953
- Pseudomicrocara montivagans  (Blackburn, 1892)
- Pseudomicrocara occidentalis
- Pseudomicrocara olliffi  (Blackburn, 1892)
- Pseudomicrocara orientalis
- Pseudomicrocara parvus Watts, 2007
- Pseudomicrocara picta
- Pseudomicrocara rufusensis Watts, 2007
- Pseudomicrocara sepiasimulatus Watts, 2007
- Pseudomicrocara serratus Watts, 2007
- Pseudomicrocara spencei  Armstrong, 1953
- Pseudomicrocara thunguttiensis Watts, 2007
- Pseudomicrocara triidos Watts, 2007
- Pseudomicrocara uncatus Watts, 2007
- Pseudomicrocara variabilis
- Pseudomicrocara variegata  (Carter, 1935)
- Pseudomicrocara wongabelensis Watts, 2007